# 罗伯特·罗斯威尔·帕尔默
罗伯特·罗斯威尔·帕尔默（英語：Robert Roswell Palmer，1909年1月11日—2002年6月11日）美国历史学家，曾任职普林斯顿大学和耶鲁大学的，专攻18世纪法国历史。他最有影响力的学术作品是《民主革命时代：1760年至1800年的欧美政治史》（1959年和1964年），该书研究了1760年至1800年间席卷大西洋文明的民主革命时代。他凭借该系列的第一卷获得了班克罗夫特历史学奖。帕尔默也因其历史教材而获得卓越成就。